# Villa Valeria
Villa Valeria es una localidad ubicada en el departamento General Roca, provincia de Córdoba, Argentina.
Se encuentra situada al final de la ruta provincial 27 y dista de la Ciudad de Córdoba en 420 km, de la ciudad de Río Cuarto en 210 km.
La localidad es atravesada por las vías del ferrocarril General San Martín.

## Economía
La principal actividad económica es la agricultura seguida por la ganadería, siendo el principal cultivo la soja.
Existen en la localidad numerosos establecimientos agrícolas como plantas de silos, etc. y su industria se encuentra estrechamente relacionada con el campo.

## Población
Cuenta con 3464 habitantes (Indec, 2022), lo que representa un incremento del 14% frente a los 2978 habitantes (Indec, 2010) del censo anterior. Existen en Villa Valeria 1351 viviendas. Actualmente según el censo del 2022 ()  
| Gráfica de evolución demográfica de Villa Valeria entre 1991 y 2022 |
|                                                                     |
| Fuente: censos nacionales del INDEC                                 |

## Parroquias de la Iglesia católica en Villa Valeria
| Diócesis  | Villa de la Concepción del Río Cuarto |
| --------- | ------------------------------------- |
| Parroquia | Sagrado Corazón de Jesús              |